# シモバシラ
シモバシラ（霜柱; 学名：Collinsonia japonica、シノニム: Keiskea japonica）はシソ科の多年草であり、枯れた茎に霜柱（霜華）が出来ることで知られる。属名は植物学者の伊藤圭介にちなむ。

## 特徴
宿根性の多年草である。茎は断面が四角形をしており、やや木質化する。高さ40-70cmほど、先端に向けてやや水平向きに曲がる。葉は茎の節ごとに対生に出て、長さ8-20cmの楕円形、薄くて柔らかくてつやがなく、縁に軽い鋸歯がある。
花は9-10月頃に咲く。茎の先端側半分くらいの葉腋から総状花序を出す。花序の軸は真上に伸び、花はその軸に茎の先端側に偏ってつく。従って、水平になった茎から花序だけが立ち上がったおもしろい姿となる。花はほぼ真横を向いて咲く。花冠は白く、釣り鐘状で、雄蘂はそこから突き出す。

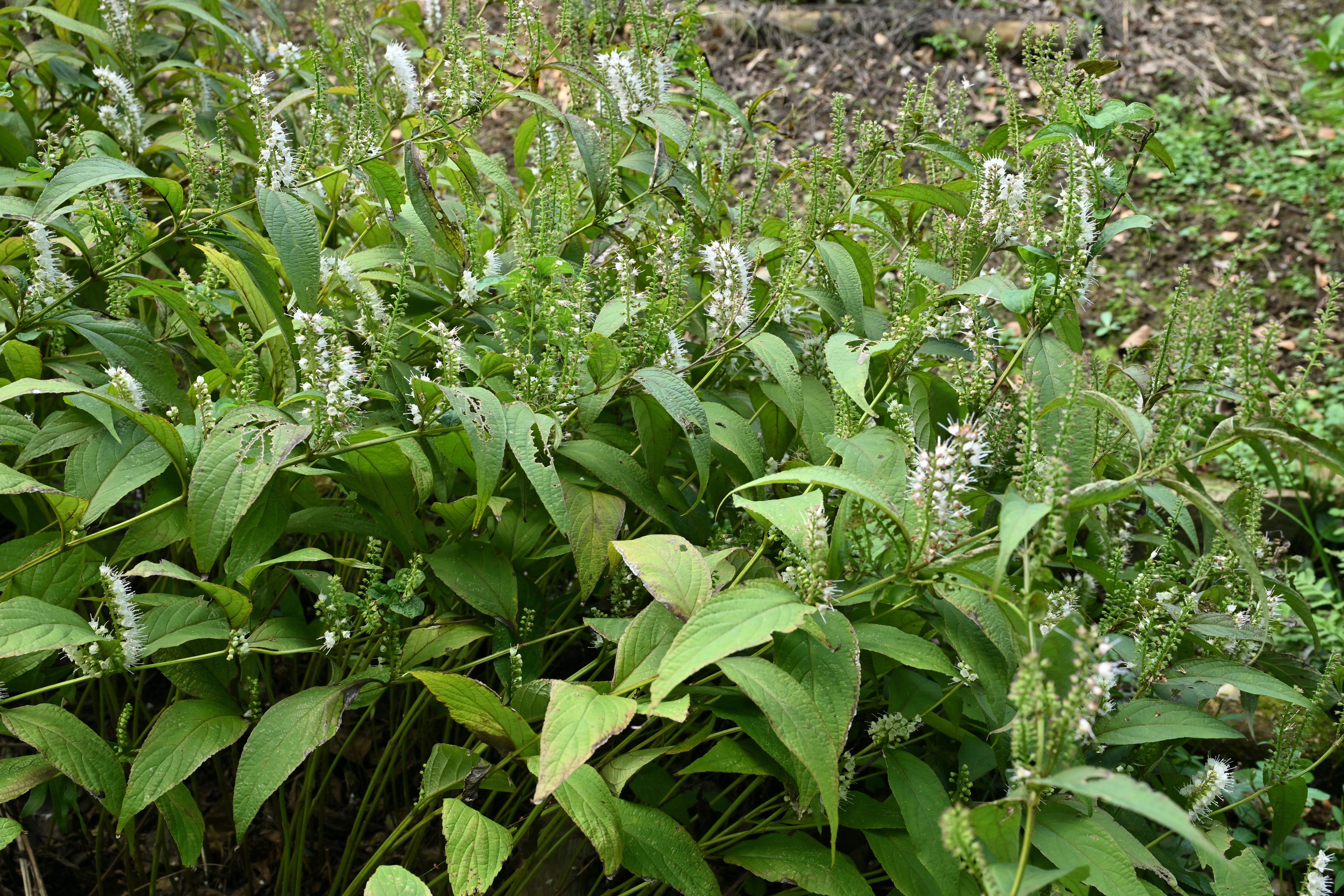
茎は水平方向に曲がって伸び、花序が立ち上がる

## 分布など
日本固有種で関東地方以南の本州から九州にかけて分布する。低山の森林内に生え、特に渓流周辺に群落を作ることもある。

## 霜華

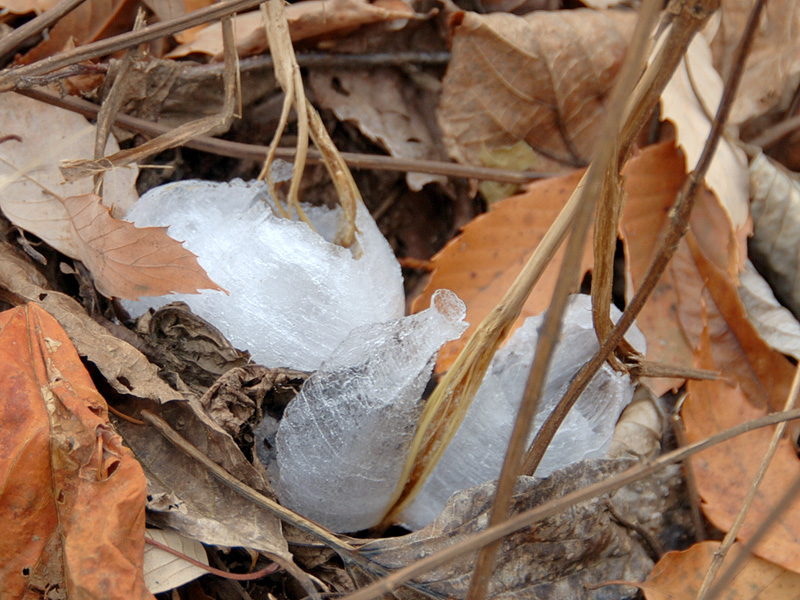
シモバシラの霜華

シモバシラが生えていたところには、冬になると霜華ができる。シモバシラの茎は冬になると枯れてしまうが、根はその後長い間活動を続けるため、枯れた茎の道管に水が吸い上げられ続ける。そして、外気温が氷点下になると、道管内の水が凍って、茎から霜華ができる。この現象は、地中の根が凍るまで続く。